# Hans Hansen (xylograf)
 Der er flere personer med dette navn, se Hans Hansen.
Hans Peter Guttorm Thostrup Hansen (9. juli 1855 i København – 11. februar 1930 sammesteds) var en dansk xylograf, søn af xylografen H.P. Hansen og Ellen Christine Thostrup og halvbror til Viggo Langer.
Hansen blev født under forældrenes ophold i København, lærte xylografien hos sin fader og gik på Kunstakademiet fra 1873 til 1876. Han rejste i 1876 til Paris med understøttelse fra Den Reiersenske Fond for at uddanne sig videre. Han begyndte at udstille 1877 og blev 18. maj 1883 gift med Emilie Henneberg (6. marts 1860 i København – 24. september 1934 i Helsingfors), en datter af xylograf H.C. Henneberg.
Han udstillede 11 gange på Charlottenborg Forårsudstilling i årene 1877-93. Hansen har udført træsnit efter en del af datidens kunstneres billeder fx Carl Locher, Carl Thomsen, Erik Henningsen, C.F. Aagaard samt halvbroderen Viggo Langer. Han er repræsenteret i Kobberstiksamlingen.
Han er begravet på Vestre Kirkegård.